# 大柳巴沙
50°56′55″N 26°22′19″E / 50.94861°N 26.37194°E
大柳巴沙（烏克蘭語：Велика Любаша），是烏克蘭西北部的村莊，隸屬里夫內州的里夫內區。該村面積0.87平方公里，海拔高度174米，2023年該村落人口862。